# Hamelia ovata
Hamelia ovata är en måreväxtart som beskrevs av Herbert Fuller Wernham. Hamelia ovata ingår i släktet Hamelia och familjen måreväxter.
Artens utbredningsområde är Venezuela. Inga underarter finns listade i Catalogue of Life.